# Direktiva o nevarnih snoveh 67/548/EGS
Direktiva o nevarnih snoveh 67/548/EGS je eden od glavnih zakonov Evropske skupnosti, ki se nanaša na kemijsko varnost. Direktiva je bila izdelana skladno s 100. členom (94. členom prečiščene verzije) Rimske pogodbe, ki je bila podpisana 25. marca 1957. Direktiva se po dogovoru uporablja tudi v Evropskem gospodarskem prostoru, z direktivo pa je usklajena tudi zakonodaja Švicarske konfederacije.

## Področje uporabe
Direktiva se uporablja za čiste kemikalije in zmesi kemikalij (pripravke), ki se dajejo na tržišče Evropske skupnosti in se ne uporablja za snovi, ki so namenjene samo za znanstvene raziskave. Dodatni predpisi, ki se nanašajo na pripravke, so v Direktivi za nevarne pripravke 1999/45/EK. Ti predpisi so zelo podobni predpisom iz Direktive za nevarne snovi 67/548/EGS.
1. člen direktive določa, da se direktiva ne uporablja za naslednje skupine snovi:
- zdravila
- kozmetične preparate, ki jih obravnava Direktiva za kozmetične preparate 76/768/EGS
- odpadke
- živila za ljudi in živali
- pesticide
- radioaktivne snovi

Direktiva se ne uporablja za transport nevarnih snovi in pripravkov.

## Razvrščanje nevarnih snovi
Seznam razredov nevarnih snovi in pripravkov je v 2. členu direktive. Nekateri razredi, vendar ne vsi, imajo tudi simbol kemične nevarnosti in/ali posebno oznako.
- eksplozivi (E)
- oksidanti (O)
- vnetljive snovi in pripravki, razvrščene v zelo vnetljive (F+) in vnetljive (F)
- toksične snovi ali pripravki (Xn)
- korozivne snovi ali pripravki (C)
- dražeče snovi (Xi)
- senzibilizatorji
- karcinogeni (Carc.), ki so razvrščeni v tri kategorije
- mutageni (Mut.), ki so razvrščeni v tri kategotrije
- snovi in pripravki, nevarni za reprodukcijo (Repr.), ki so razvrščeni v tri kategorije
- snovi in pripravki, ki so nevarni za okolje (N)

Snovi in pripravki, ki spadajo v enege ali več razredov, so navedeni v Aneksu I. Direktive. Seznam snovi vzdržuje Inštitut za zdravje in varstvo potrošnikov. 

## Simboli nevarnosti
Simboli nevarnosti so definirani v Aneksu II. Direktive. Prešiščen seznam s prevodi v jezike Evropske skupnosti je v Direktivi 2001/59/EK.

## Standardni stavki
Standardni opozorilni in obvestilni stavki so definirani v Aneksu III. in IV.. 
V Aneksu III. so standardna opozorila R ali stavki R (iz angleškega Risk – nevarnost), ki opisujejo posebne nevarnosti, ki jih lahko povzročijo nevarne snovi in pripravki. V Aneksu IV. so standardna obvestila S ali stavki S (iz angleškega Safety – varnost), ki pojasnjujejo, kako varno ravnati z nevarno snovjo oziroma pripravkom. 
Standardni stavki R in S morajo biti napisani na vsaki embalažni enoti in etiketi proizvoda in v njegovem  Varnostnem listu. Kateri standardni stavki morajo biti navedeni za posamezno snov,  je določeno v Aneksu I. Standardni stavki iz Aneksa I. so obvezni. 
Seznam standardnih R/S stavkov je bil nazadnje posodobljen leta 2001. Tekst  usklajenih R/S stavkov v vseh evropskih jezikih je objavljen v Direktivi 2001/59/EK.

## Pakiranje
Pakiranje je predpisano v 22. členu Direktive.

## Označevanje
Na vseh embalažnih enotah nevarne snovi in pripravka morajo biti jasno vidni naslednji podatki (členi 23-25):
- Ime snovi; za snovi iz Aneksa I. mora biti ime enako enemu od imen v Aneksu. Mnoge snovi v Aneksu imajo več različnih imen. Za snovi, ki jih v Aneksu ni, mora biti njihovo ime "mednarodno prepoznavno".
- Ime,  popoln naslov in telefonska številka osebe ali družbe, ki je dala snov na tržišče (proizvajalec, uvoznik ali distributer).
- Simbol nevarnosti, če je kakšen.
- Standardni R/S stavki (dovoljene so nekatere izjeme).
- Številka EINECS ali njen ekvivalent.
- Za snovi iz Aneksa I. besedi EEC label.

## Varnostni list
27. člen Direktive obvezuje dobavitelja, da preskrbi Varnostni list. Varnostni list je lahko v pisni ali elektronski obliki in mora biti izdelan pred prvo dobavo nevarne snovi ali pripravka. Dobavitelj mora uporabniku dostaviti tudi vse podatke in pomembne informacije, do katerih je prišel kasneje.  Navodila za izdelavo Varnostnih listov so podrobno opisana v Direktivi 2001/58/EK.

## Prenos
Direktiva je obvezujoča samo za članice Evropske skupnosti in se je ne more vsiliti niti posameznikom niti družbam izven Evropske skupnosti, dokler ni prenešena v zakonodajo njihove države.
Promet z nevarnimi snovmi v Republiki Sloveniji določa  Zakon o kemikalijah (ZKEM), s pripadajočimi podzakonskimi dokumenti.  